# Volta a Burgos 2013
La Volta a Burgos 2013, 35a edició de la Volta a Burgos, és una competició ciclista per etapes que es disputà entre el 7 i l'11 d'agost de 2013 sobre un recorregut de 803 km, repartits entre 5 etapes, dues de mitja muntanya i una d'alta muntanya.
El vencedor final fou el colombià Nairo Quintana (Movistar Team), gràcies a la seva victòria en l'etapa final en la qual aconseguí una diferència suficient per desbancar al fins aleshores líder, el francès Anthony Roux. L'acompanyaren al podi l'espanyol David Arroyo (Caja Rural-Seguros RGA) i l'italià Vincenzo Nibali (Astana Qazaqstan Team).
En les classificacions secundàries Amets Txurruka (Caja Rural-Seguros RGA) es va emportar la muntanya; Fabricio Ferrari (Caja Rural-Seguros RGA) les metes volants; Anthony Roux (FDJ) la regularitat; Carlos Barbero (Euskadi Continental) el millor jove i millor castellanolleonès; i el Caja Rural-Seguros RGA la classificació per equips.

## Equips participants
En aquesta edició hi prenen part 16 equips, amb 8 corredors cada equip, formant un gran grup de 127 ciclistes, excepte el Orica-GreenEDGE que sortí amb 7. 94 d'ells acabaren la cursa.
| Equip                 | Codi UCI |
| --------------------- | -------- |
| AG2R La Mondiale      | ALM      |
| Astana Qazaqstan Team | AST      |
| Cannondale            | CAN      |
| Euskaltel–Euskadi     | EUS      |
| FDJ                   | FDJ      |
| Team Katusha          | KAT      |
| Movistar Team         | MOV      |
| Orica-GreenEDGE       | OGE      |
| Team Sky              | SKY      |

| Equip                        | Codi UCI |
| ---------------------------- | -------- |
| Caja Rural-Seguros RGA       | CJR      |
| Colombia                     | COL      |
| Cofidis                      | COF      |
| Androni Giocattoli-Venezuela | AND      |
| NetApp-Endura                | TNE      |
| Vini Fantini-Selle Italia    | VIN      |

| Equip                     | Codi UCI |
| ------------------------- | -------- |
| Burgos BH-Castilla y León | BUR      |
| Euskadi Continental       | EUK      |

## Etapes
| Etapa    | Data       | Recorregut                                     | Km  | Guanyador             | Líder                |
| -------- | ---------- | ---------------------------------------------- | --- | --------------------- | -------------------- |
| 1ª etapa | 7 d'agost  | Burgos - Burgos (Castell de Burgos)            | 139 | Simone Ponzi (ITA)    | Simone Ponzi (ITA)   |
| 2ª etapa | 8 d'agost  | Roa - Ciutat Romana de Clunia                  | 157 | Jens Keukeleire (BEL) | Anthony Roux (FRA)   |
| 3ª etapa | 9 d'agost  | Villadiego - Complex Càrstic Ojo Guareña       | 175 | Jens Keukeleire (BEL) | Anthony Roux (FRA)   |
| 4ª etapa | 10 d'agost | Burpellet Doña Santos - Santo Domingo de Silos | 162 | Anthony Roux (FRA)    | Anthony Roux (FRA)   |
| 5ª etapa | 11 d'agost | Comunero de Revenga - Lagunas de Neila         | 170 | Nairo Quintana (COL)  | Nairo Quintana (COL) |

## Classificacions finals

### Classificació general

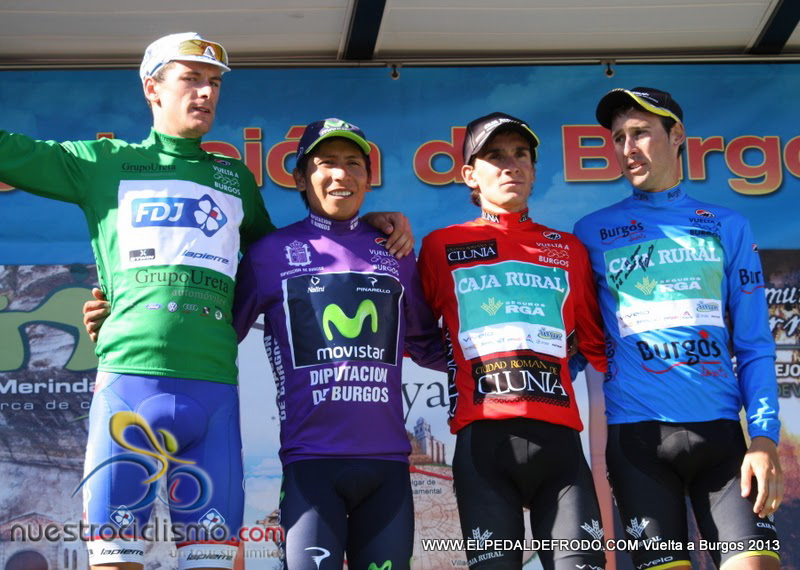
Vencedors de la Volta a Burgos 2013.

|    | Ciclista                 | Equip                  | Temps       |
| -- | ------------------------ | ---------------------- | ----------- |
| 1  | Nairo Quintana (COL)     | Movistar Team          | 19h 29' 22" |
| 2  | David Arroyo (ESP)       | Caja Rural-Seguros RGA | + 23"       |
| 3  | Vincenzo Nibali (ITA)    | Astana Qazaqstan Team  | + 55"       |
| 4  | Giampaolo Caruso (ITA)   | Team Katusha           | + 1' 14"    |
| 5  | André Cardoso (POR)      | Caja Rural-Seguros RGA | + 1' 16"    |
| 6  | Mikel Landa (ESP)        | Euskaltel–Euskadi      | + 1' 24"    |
| 7  | Sergei Chernetski (RUS)  | Team Katusha           | + 1' 29"    |
| 8  | Samuel Sánchez (ESP)     | Euskaltel–Euskadi      | + 1' 53"    |
| 9  | Cayetano Sarmiento (COL) | Cannondale             | + 2' 07"    |
| 10 | Ivan Basso (ITA)         | Cannondale             | + 2' 17"    |

|                       | Ciclista             | Equip                  | Punts |
| --------------------- | -------------------- | ---------------------- | ----- |
| Mallot de la muntanya | Amets Txurruka (ESP) | Caja Rural-Seguros RGA | 60    |
| 2                     | Nairo Quintana (COL) | Movistar Team          | 41    |
| 3                     | David Arroyo (ESP)   | Caja Rural-Seguros RGA | 25    |

|             | Ciclista                | Equip                 | Punts |
| ----------- | ----------------------- | --------------------- | ----- |
| Mallot verd | Anthony Roux (FRA)      | 'FDJ                  | 73    |
| 2           | Simone Ponzi (ITA)      | Astana Qazaqstan Team | 64    |
| 3           | Sergei Chernetski (RUS) | Team Katusha          | 44    |

|             | Ciclista               | Equip                  | Temps |
| ----------- | ---------------------- | ---------------------- | ----- |
| Mallot blau | Fabricio Ferrari (URU) | Caja Rural-Seguros RGA | 17    |
| 2           | Amets Txurruka (ESP)   | Caja Rural-Seguros RGA | 10    |
| 3           | Zakkari Dempster (AUS) | NetApp-Endura          | 9     |

|                          | Equip                  | Temps       |
| ------------------------ | ---------------------- | ----------- |
| Classificació per equips | Caja Rural-Seguros RGA | 58h 35' 39" |
| 2                        | Movistar Team          | + 1' 04"    |
| 3                        | Astana Qazaqstan Team  | + 1' 11"    |

## Evolució de les classificacions
| Etapa | Vencedor        | Classificació general | Classificació per punts | Classificació de la muntanya | Classificació de les metes volants | Classificació per equips |
| ----- | --------------- | --------------------- | ----------------------- | ---------------------------- | ---------------------------------- | ------------------------ |
| 1     | Simone Ponzi    | Simone Ponzi          | Simone Ponzi            | Anthony Roux                 | Fabricio Ferrari                   | FDJ                      |
| 2     | Jens Keukeleire | Anthony Roux          | Simone Ponzi            | Anthony Roux                 | Fabricio Ferrari                   | FDJ                      |
| 3     | Jens Keukeleire | Anthony Roux          | Jens Keukeleire         | Amets Txurruka               | Fabricio Ferrari                   | FDJ                      |
| 4     | Anthony Roux    | Anthony Roux          | Anthony Roux            | Amets Txurruka               | Fabricio Ferrari                   | FDJ                      |
| 5     | Nairo Quintana  | Nairo Quintana        | Anthony Roux            | Amets Txurruka               | Fabricio Ferrari                   | Caja Rural-Seguros RGA   |
| Final | Final           | Nairo Quintana        | Anthony Roux            | Amets Txurruka               | Fabricio Ferrari                   | Caja Rural-Seguros RGA   |